# Via Chiatamone
La via Chiatamone est une rue de Naples située entre la mer et la paroi rocheuse du mont Echia dans le Borgo Santa Lucia.

## Histoire
Son nom dérive du mot grec platamon qui signifie « roche creusée de grottes » et ce lieu est déjà habité à l'époque préhistorique. À l'âge classique, on y vénère Mithra et des moines cénobites s'y installent au début du Moyen Âge. Des orgies s'y déroulent au XVIe siècle, ce qui provoque un énorme scandale et pousse le vice-roi Pierre de Tolède à faire boucher les grottes, tant à cause du danger que de la population mal famée qui les hantent.
En 1565, la rive est fermée par une muraille, rendant l'endroit plus sûr. Des demeures seigneuriales se construisent, et dans les siècles suivants l'endroit devient un lieu de promenade privilégié. La mixité sociale — et parfois la promiscuité — qu'on y observait entre aristocrates, gens du peuple, militaires et voyageurs à toujours fasciné les visiteurs étrangers.
Lorsque Naples connaît à la fin du XIXe siècle, une restructuration urbaine (appelée risanamento), l'éperon rocheux de l'Echia est raboté et le bord de mer est comblé, ce qui fait avancer la ligne côtière. La rue Chiatamone, qui était large et panoramique, surplombant de vastes plages et offrant une vue imprenable sur la baie de Naples et le Pausilippe, devient subitement en arrière par rapport à la mer, tandis que les rives d'aujourd'hui sont constituées de la via Nazario Sauro, de la via Partenope et de la via Caracciolo.
La majestueuse église de la Conception du Chiatamone donne sur cette rue.
La rue est le siège de deux quotidiens de la ville, Il Roma et Il Mattino.

## Littérature
La via Chiatamone est citée dans le poème de Giacomo Leopardi, I nuovi credenti, publié en 1906.

## Bibliographie

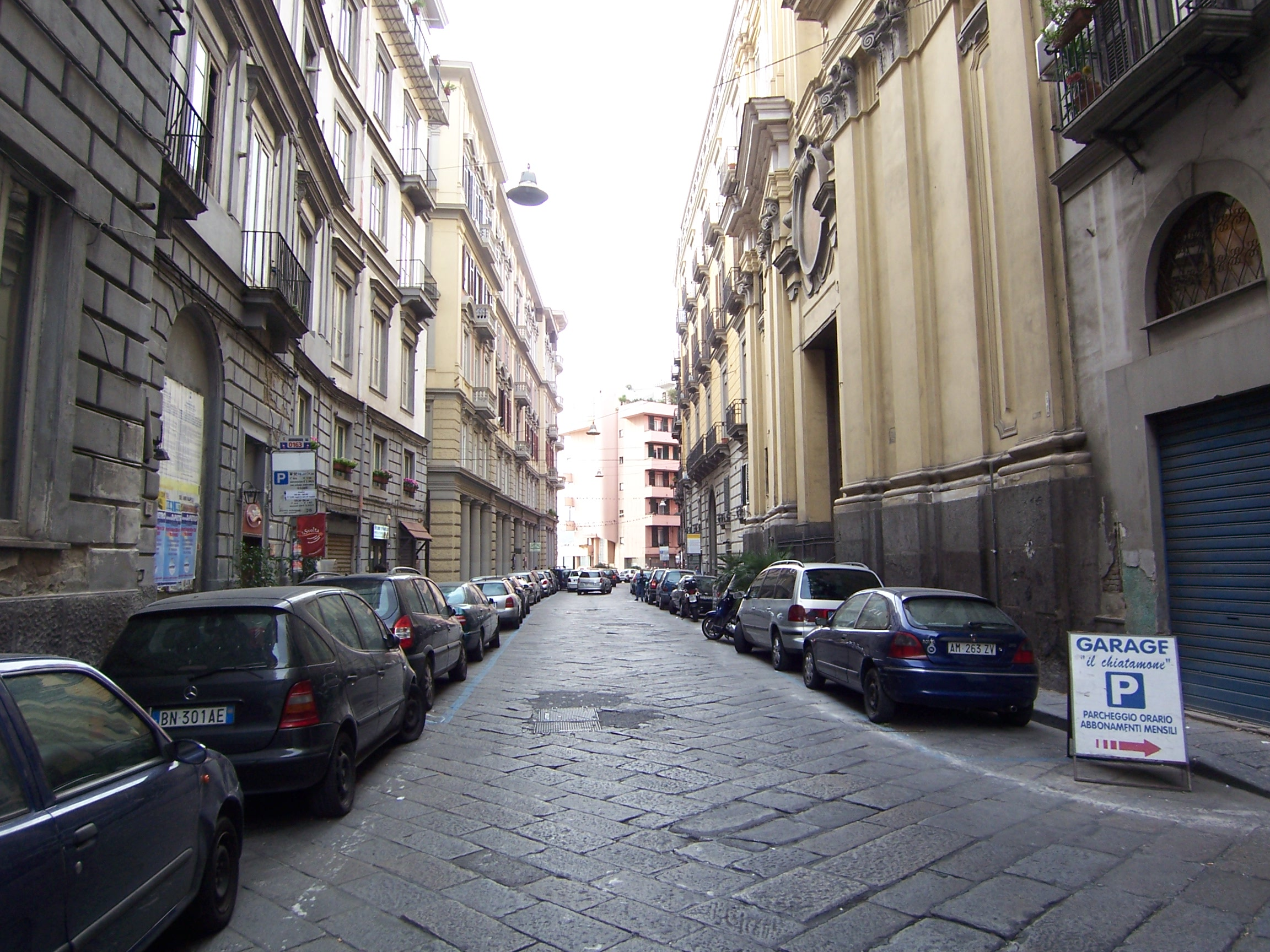
L'église de la Concezione al Chiatamone (XVIIe siècle) se trouve à droite.